# 17145 Hollycheng
17145 Hollycheng è un asteroide della fascia principale. Scoperto nel 1999, presenta un'orbita caratterizzata da un semiasse maggiore pari a 2,693467 UA e da un'eccentricità di 0,180028, inclinata di 16,071997° rispetto all'eclittica. Ha un diametro di 6,419 km.